# Tāzehābād-e Ţāleqān
Tāzehābād-e Ţāleqān (persiska: تازه آبادطالقان) är en ort i Iran.   Den ligger i provinsen Kermanshah, i den västra delen av landet, 500 km väster om huvudstaden Teheran. Tāzehābād-e Ţāleqān ligger 1 400 meter över havet och antalet invånare är 149.
Terrängen runt Tāzehābād-e Ţāleqān är kuperad norrut, men söderut är den platt. Runt Tāzehābād-e Ţāleqān är det ganska tätbefolkat, med 60 invånare per kvadratkilometer. Närmaste större samhälle är Eslamabad-e Gharb, 11,4 km väster om Tāzehābād-e Ţāleqān. Omgivningarna runt Tāzehābād-e Ţāleqān är i huvudsak ett öppet busklandskap.